# Tara Fitzgerald
Tara Anne Cassandra Fitzgerald (Cuckfield, 18 settembre 1967) è un'attrice britannica.

## Biografia
Il cognome Fitzgerald è quello della madre, Sarah Fitzgerald, di origine irlandese, mentre il padre è l'artista Michael Callaby,. Tra i film in cui Tara Fitzgerald ha lavorato si segnalano Sirene (1994), in cui recita al fianco di Hugh Grant, L'inglese che salì la collina e scese da una montagna (1995) e Grazie, signora Thatcher (1996).
Sposata con il collega John Sharian dal 2001 al 2003, ha partecipato inoltre alla miniserie televisiva The Virgin Queen (2005) e alla serie televisiva statunitense Il Trono di Spade, dal 2013 al 2015, nel ruolo di Selyse Florent, moglie di Stannis Baratheon.

## Filmografia parziale

### Cinema
- Il mistero di Jo Locke, il sosia e miss Britannia '58 (Hear My Song), regia di Peter Chelsom (1991)
- Sirene (Sirens), regia di John Duigan (1994)
- L'inglese che salì la collina e scese da una montagna (The Englishman Who Went Up a Hill But Came Down a Mountain), regia di Christopher Monger (1995)
- Grazie, signora Thatcher (Brassed Off), regia di Mark Herman (1996)
- Dark Blue World (Tmavomodrý svět) ), regia di Jan Svěrák (2001)
- Il profumo delle campanule (I Capture the Castle), regia di Tim Fywell (2003)
- In a Dark Place - Oscuri delitti (In a Dark Place), regia di Donato Rotunno (2006)
- Exodus - Dei e re (Exodus: Gods and Kings), regia di Ridley Scott (2014)
- Child 44 - Il bambino n. 44 (Child 44), regia di Daniel Espinosa (2015)
- Legend, regia di Brian Helgeland (2015)
- Una, regia di Benedict Andrews (2016)
- Piper, regia di Anthony Waller (2023)

### Televisione
- The Camomile Lawn – miniserie TV, 3 puntate (1992)
- Anglo Saxon Attitudes – miniserie TV, 3 puntate (1992)
- Performance – serie TV, 1 episodio (1992)
- Normandia: passaporto per morire (Fall for Grace), regia di Waris Hussein – film TV (1994)
- I misteri dell'abbazia – serie TV, 1 episodio (1994)
- The Tenant of Wildfell Hall – miniserie TV (1996)
- Miss Marple (Agatha Christie's Marple) – serie TV, episodio 1x01 (2004)
- The Virgin Queen – miniserie TV, 3 puntate (2005)
- Jane Eyre – miniserie TV, 4 puntate (2006)
- Waking the Dead – serie TV, 42 episodi (2007-2011)
- Body Farm - Corpi da reato (The Body Farm) – serie TV, 6 episodi (2011)
- Il Trono di Spade (Game of Thrones) – serie TV, 10 episodi (2013-2015)
- The Musketeers – serie TV, 1 episodio (2014)
- Strike – serie TV, 3 episodi (2017)
- Requiem – serie TV, 6 episodi (2018)
- Agatha Christie - La serie infernale (The ABC Murders) – miniserie TV, 3 puntate (2018)
- Belgravia – miniserie TV, 5 puntate (2020)
- Signora Volpe – miniserie TV, 3 puntate (2022)

## Teatrografia parziale
- Amleto di William Shakespeare. Almeida Theatre di Londra, Belasco Theatre di Broadway (1995)
- Antigone di Sofocle. Old Vic di Londra, Oxford Playhouse di Oxford, Yvonne Arnaud Theatre di Guildford (1999)
- Un tram che si chiama Desiderio di Tennessee Williams. Bristol Old Vic di Bristol (2000)
- Casa di bambola di Henrik Ibsen. Tournée britannica (2004)
- Dieci piccoli indiani di Agatha Christie. Gielgud Theatre di Londra (2006)
- Casa di bambola di Henrik Ibsen. Donmar Warehouse di Londra (2009)
- Il misantropo di Molière. Vaudeville Theatre di Londra (2009)
- Vetri rotti di Arthur Miller. Vaudeville Theatre di Londra (2011)
- Il racconto d'inverno di William Shakespeare. Globe Theatre di Londra, tour britannico (2013)
- Donne attente alle donne di Thomas Middleton. Sam Wanamaker Playhouse di Londra (2020)
- Amleto di William Shakespeare. Young Vic di Londra (2021)

## Doppiatrici italiane
Nelle versioni in italiano delle opere in cui ha recitato, Tara Fitzgerald è stata doppiata da:
- Alessandra Cassioli in Body Farm - Corpi da reato, Waking the Dead, Delitti in Paradiso, Signora Volpe
- Cinzia De Carolis in Legend, Strike, Agatha Christie - La serie infernale, Belgravia
- Emanuela Rossi ne L'inglese che salì la collina e scese da una montagna, Il profumo delle campanule
- Roberta Paladini in Sirene
- Franca D'Amato ne Il Trono di Spade
- Antonia Liskova in Exodus - Dei e re
- Orsetta De Rossi in Requiem